# Csontos Imre (politikus)
Csontos Imre (Karcag, 1860. január 25. – Karcag, 1931. április 1.) magyar gazdálkodó, országgyűlési képviselő. 

## Élete
Elemi iskoláit Karcagon végezte és már kora ifjúságától fogva gazdálkodott. Karcag város képviselőtestületének 1887-től haláláig, Szolnok vármegye törvényhatósági bizottságának 12 évig rendes tagja volt. Több társadalmi egyesület elnöke, vagy igazgatósági tagja volt. A kisgazdapártnak megalakítása óta egyik vezetője és a Magyarországi Kisbirtokosok Szövetségének sok ideig alelnöke volt. Vezetőségi tagja a Karcagi Gazdasági Egyesületnek és a karcagi Hangya szövetkezetnek. Városában igen népszerű ember volt és főleg jótékonyságáért nagyon becsülték. Mindig a kisgazdák és nincstelenek közötti ellentétek áthidalására törekedett. Rendkívüli népszerűségének következménye, hogy az 1920-as választások alkalmával a karcagi kerület Herczegh Bélával és Szántó József volt polgármesterrel szemben képviselővé választotta. 1922-ben és 1926-ban is P. Ábrahám Dezső ellen nyert Karcagon. Az országgyűlésben több beszédet mondott a szabad forgalom visszaállítása, a rekvirálások megszüntetése, a földreform megvalósítása, munkaalkalmak teremtése, az őrlési adó eltörlése, a vidéki lakások felszabadítása, a házhelyrendezés és a kislakásépitő akció tárgyában. Nagyobb beszédet mondott a választójogi törvényjavaslat tárgyalásánál is. A Házban egyike volt a kisgazdapárt legnépszerűbb, legbuzgóbb képviselőknek, aki hamar feltűnt zamatos magyarságával és eredeti előadásmódjával. Egyik Andrássy Gyula gróffal szemben alkalmazott közbeszólása után beceneve „karcagi Lloyd George" lett. Halála után időközi választásokat írtak ki a kerületében, melynek nyertese Kenyeres János nyugalmazott huszárőrnagy lett. Alakja említés szintjén felbukkan Móricz Zsigmond Úri Muri című művében.
Sírboltja Karcagon, a Kisújszállási úti Déli temetőben található